# アジアティーク

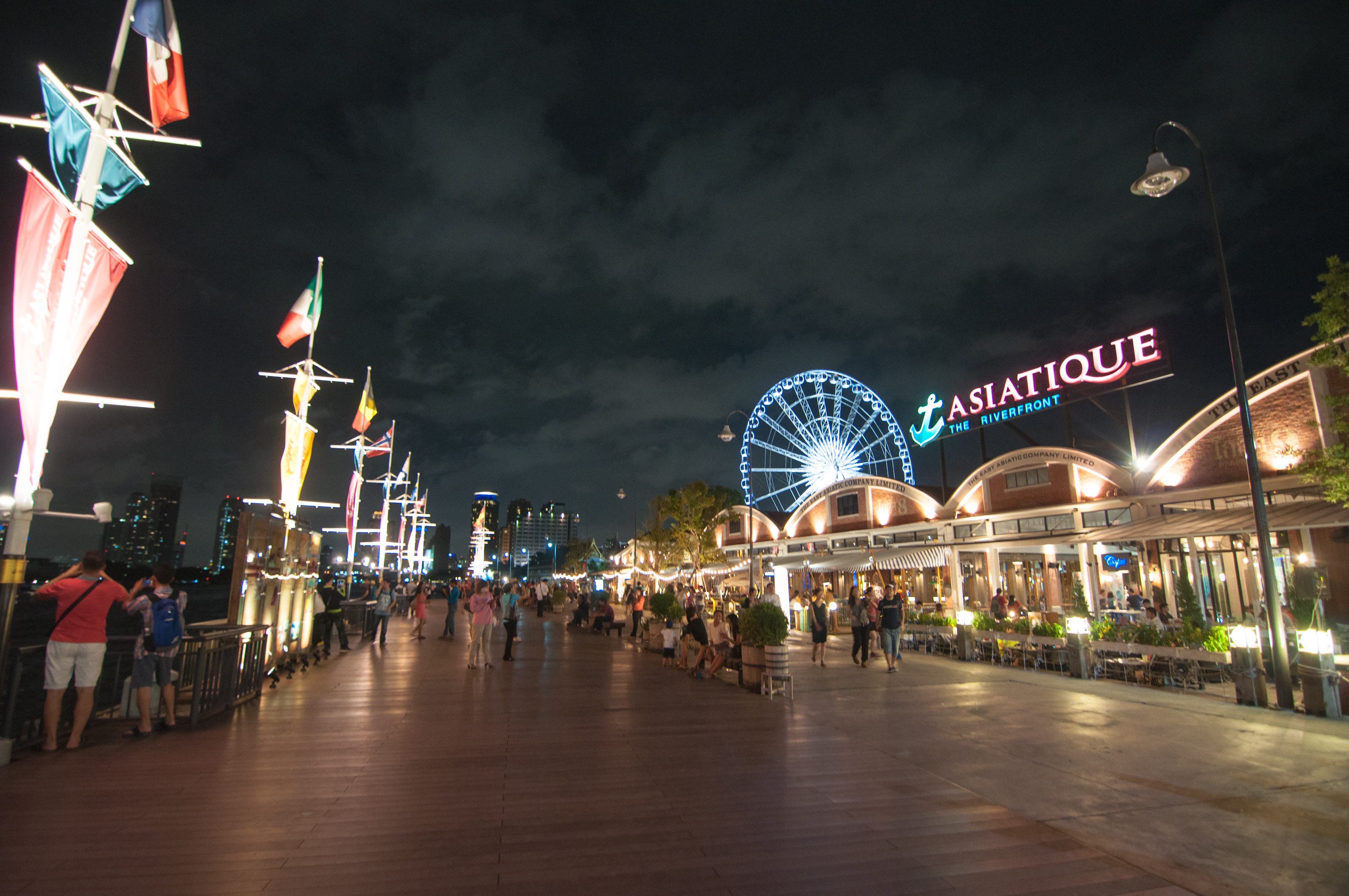
アジアティークのウォーターフロントプロムナード

アジアティーク（正式名：アジアティーク・ザ・リバーフロント、タイ語: เอเชียทีค เดอะ ริเวอร์ฟร้อนท์、英語: Asiatique The Riverfront）は、タイのバンコクで川沿いのウォーターフロント施設を改修し、オープンした大型オープンエア モールである。片側はチャオプラヤー川、もう一方はジャルンクルン通りに面している。

## 歴史
デンマークに拠点を置くイーストアジアティックカンパニー( East Asiatic company)が1897年に設立された。同社は当時シャムとの貿易を行う西欧の会社のひとつであった。
同社はバンコクのチャオプラヤー川に面する施設を所有しており、施設にはいくつかの倉庫や1907年から今なお残っている建物がある。
この港は1947年に運用を終了し、施設は使われなくなった。
2011年5月に不動産会社のTCC Landがこの地を改修・開発し、アジアティーク・ザ・リバーフロントとして知られる小売りと娯楽の複合商業施設とすることを表明し、2012年に開業した。

## 現在
2016年現在では1500店舗以上のショップと40店舗以上のレストランが集まるナイトスポットとして話題にされている。人形劇のジョー・ルイス・パペット・シアター、観光客向けにニューハーフショウやタイの伝統舞踊を見られるディナーショーを開催するカリプソ・バンコク・シアターなどの娯楽施設もある。日系の飲食系店舗としては、すき家などが出店している。

## アクセス
- BTSスカイトレインのサパーンタークシン駅2番出口から船着き場まで徒歩1分。船着き場より無料のシャトルボートに乗り換え約10分。
- サパーンタクシン駅よりタクシー

## ギャラリー

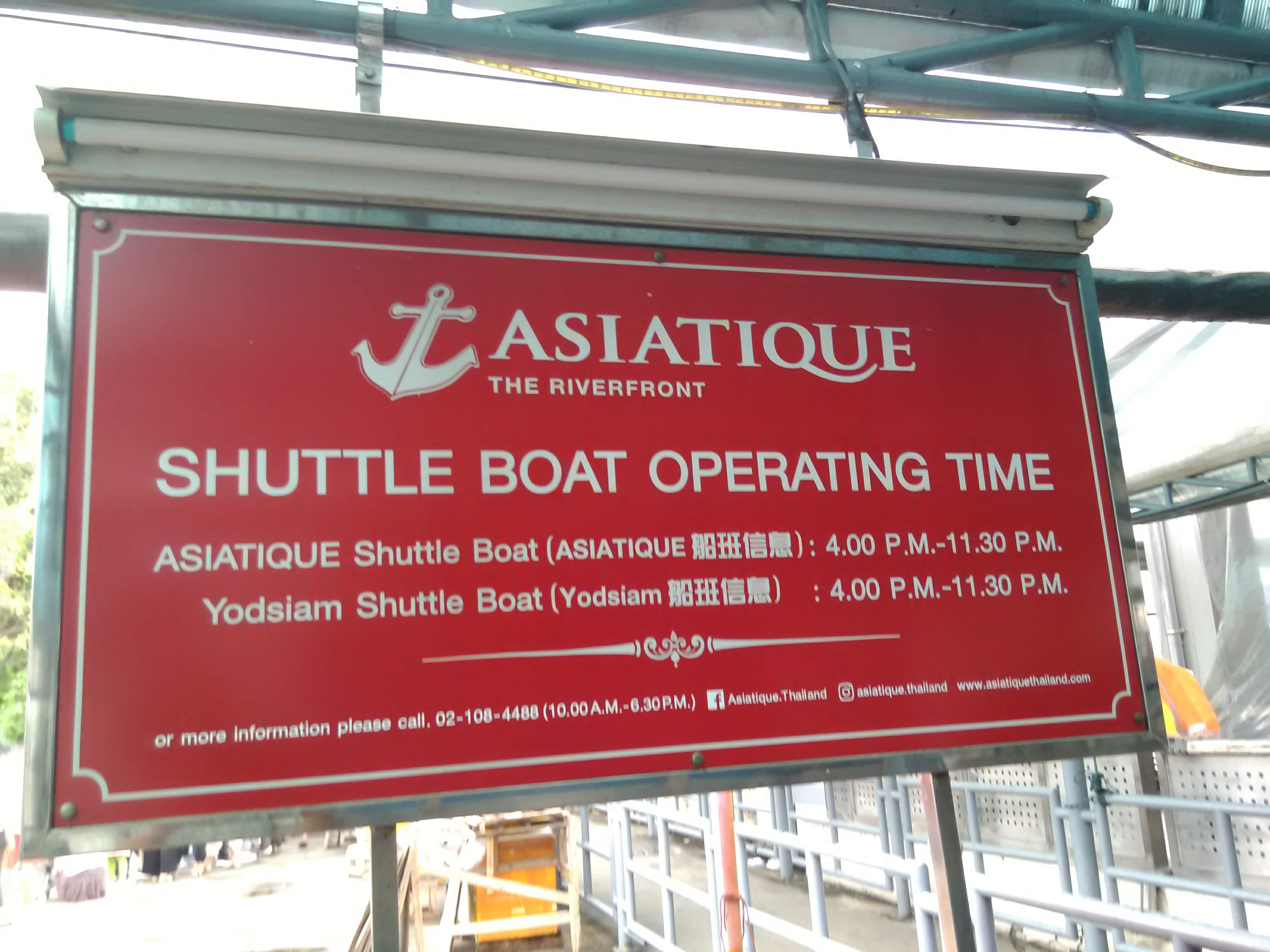
シャトルボート乗り場の看板
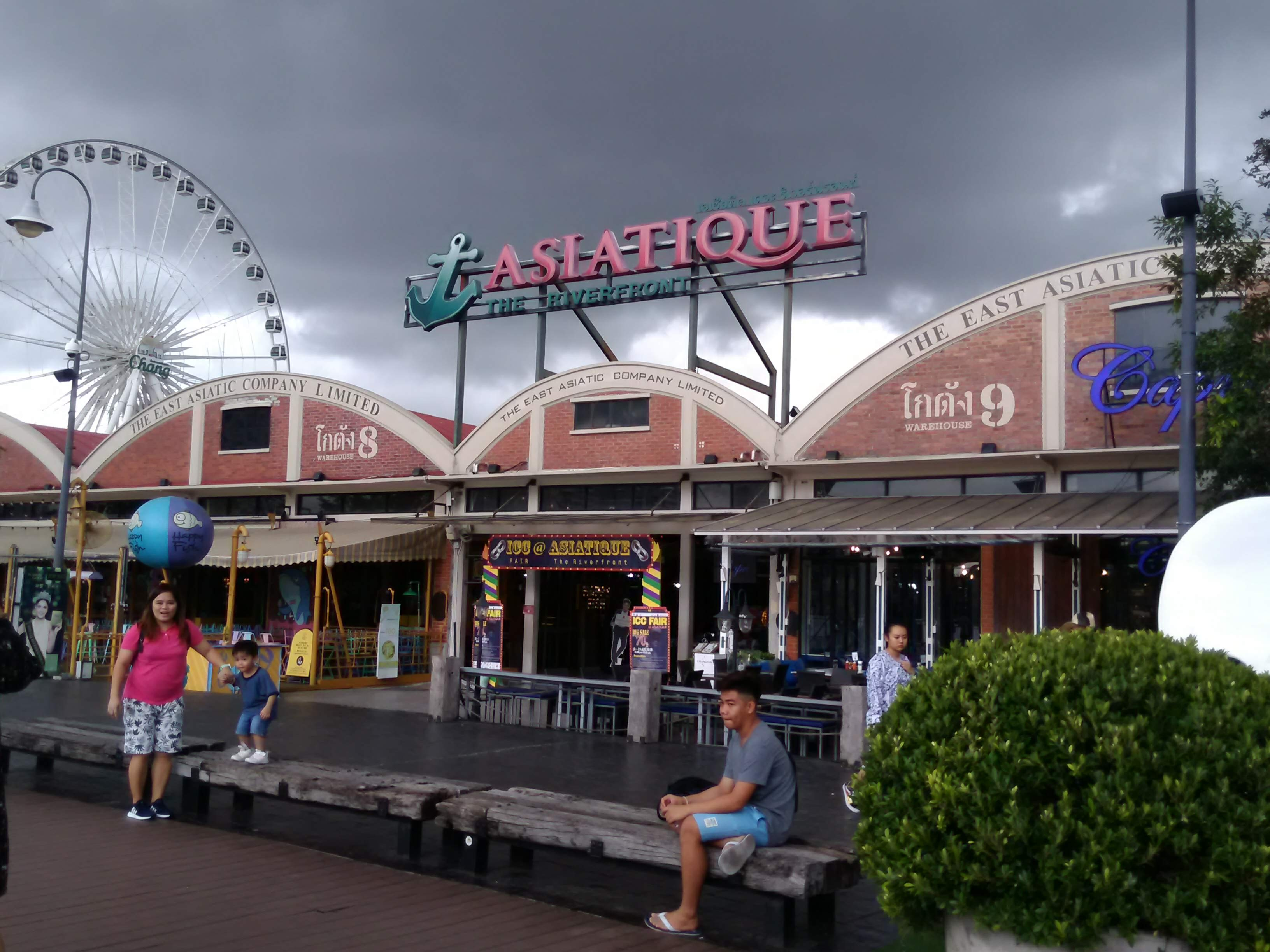
波止場
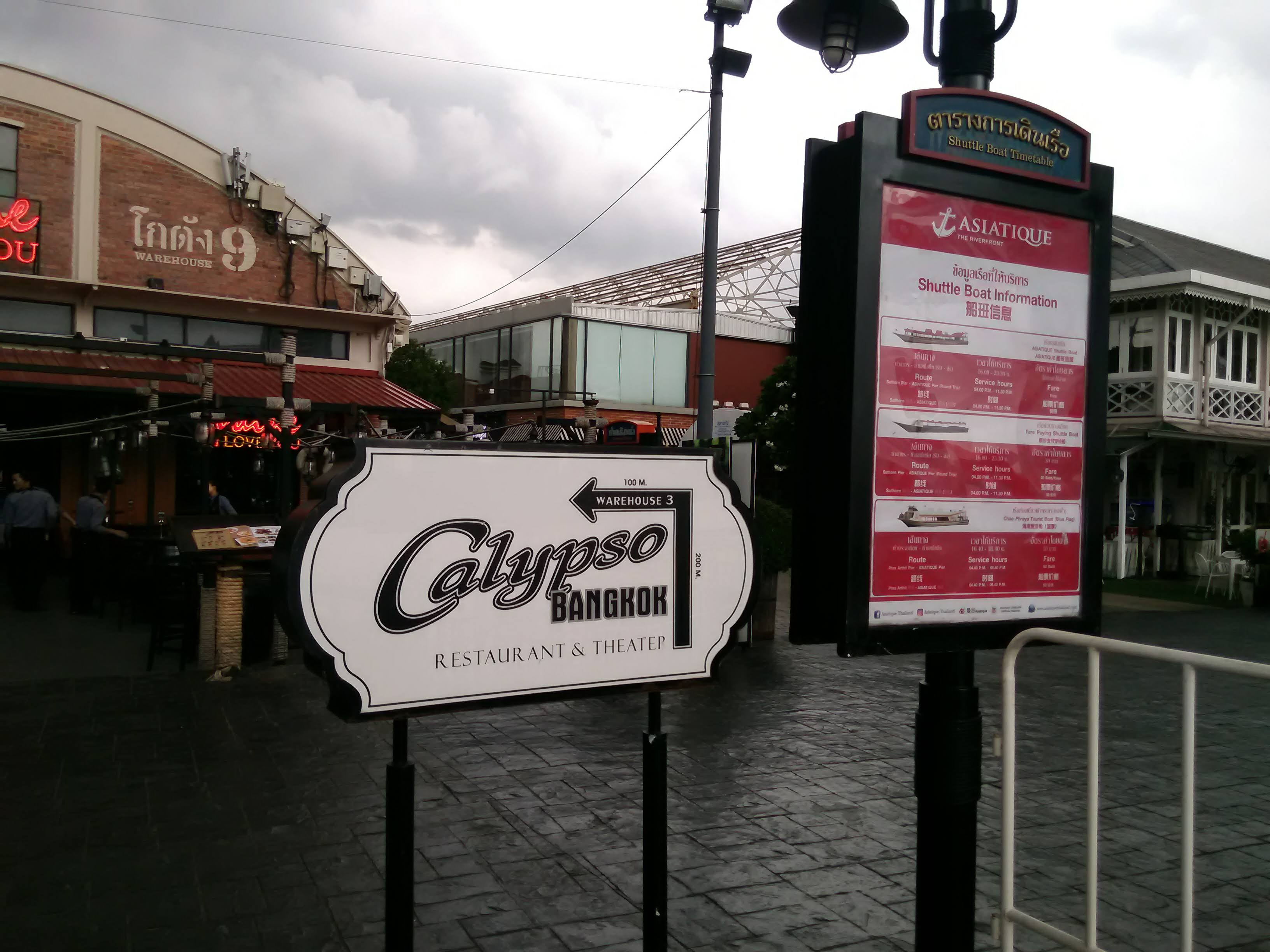
波止場
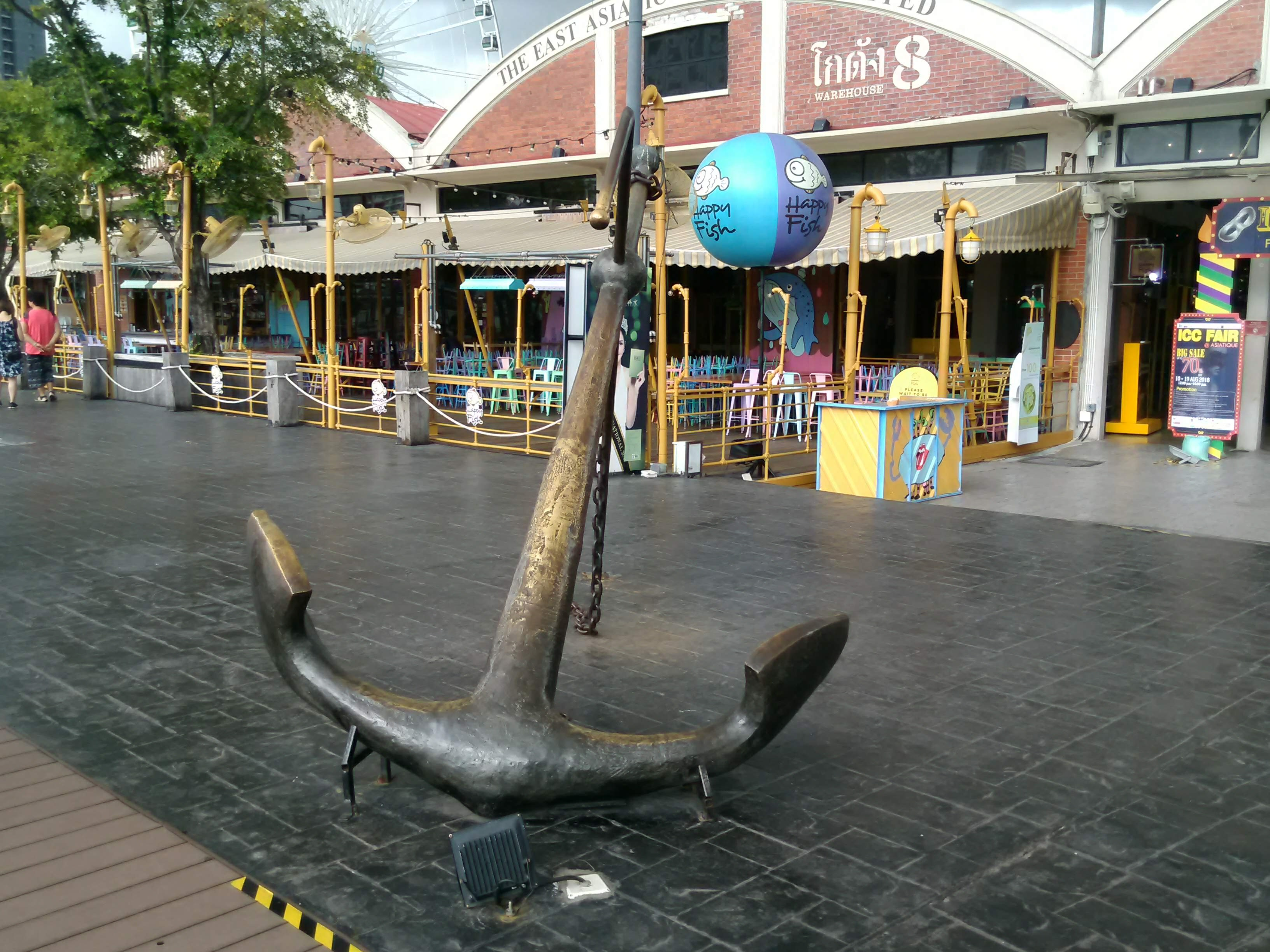
波止場の錨
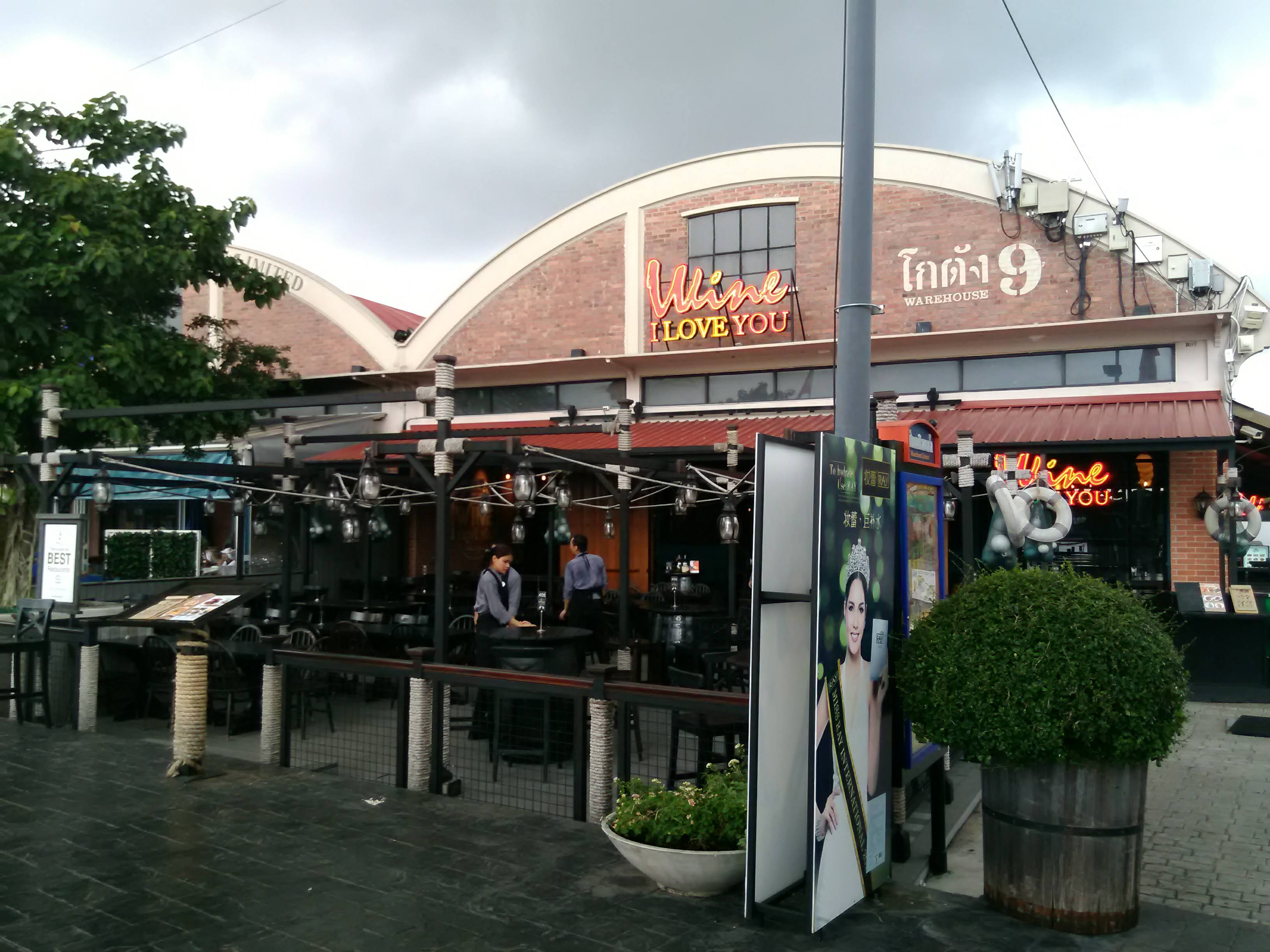
ショップ
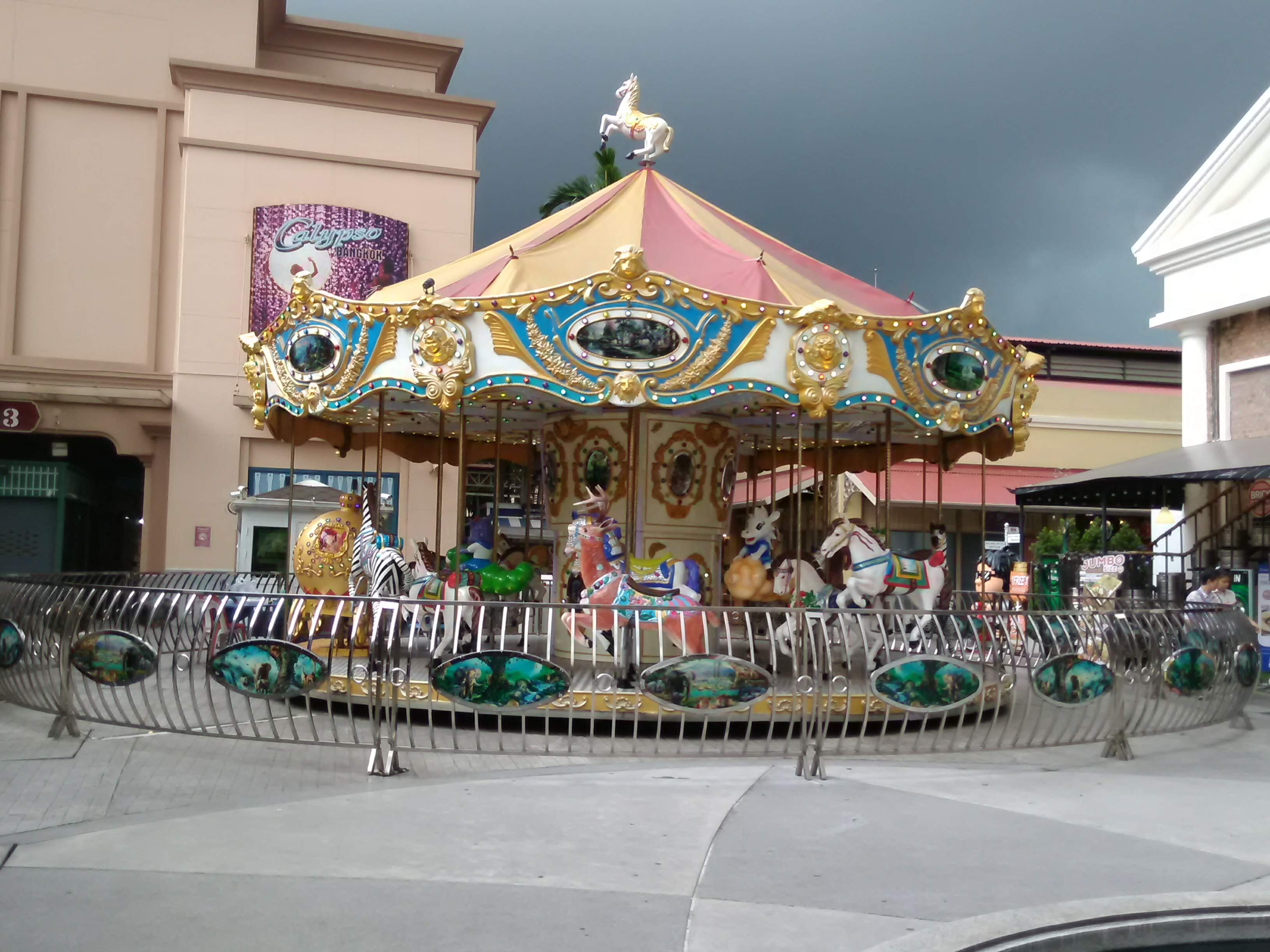
メリーゴーランド
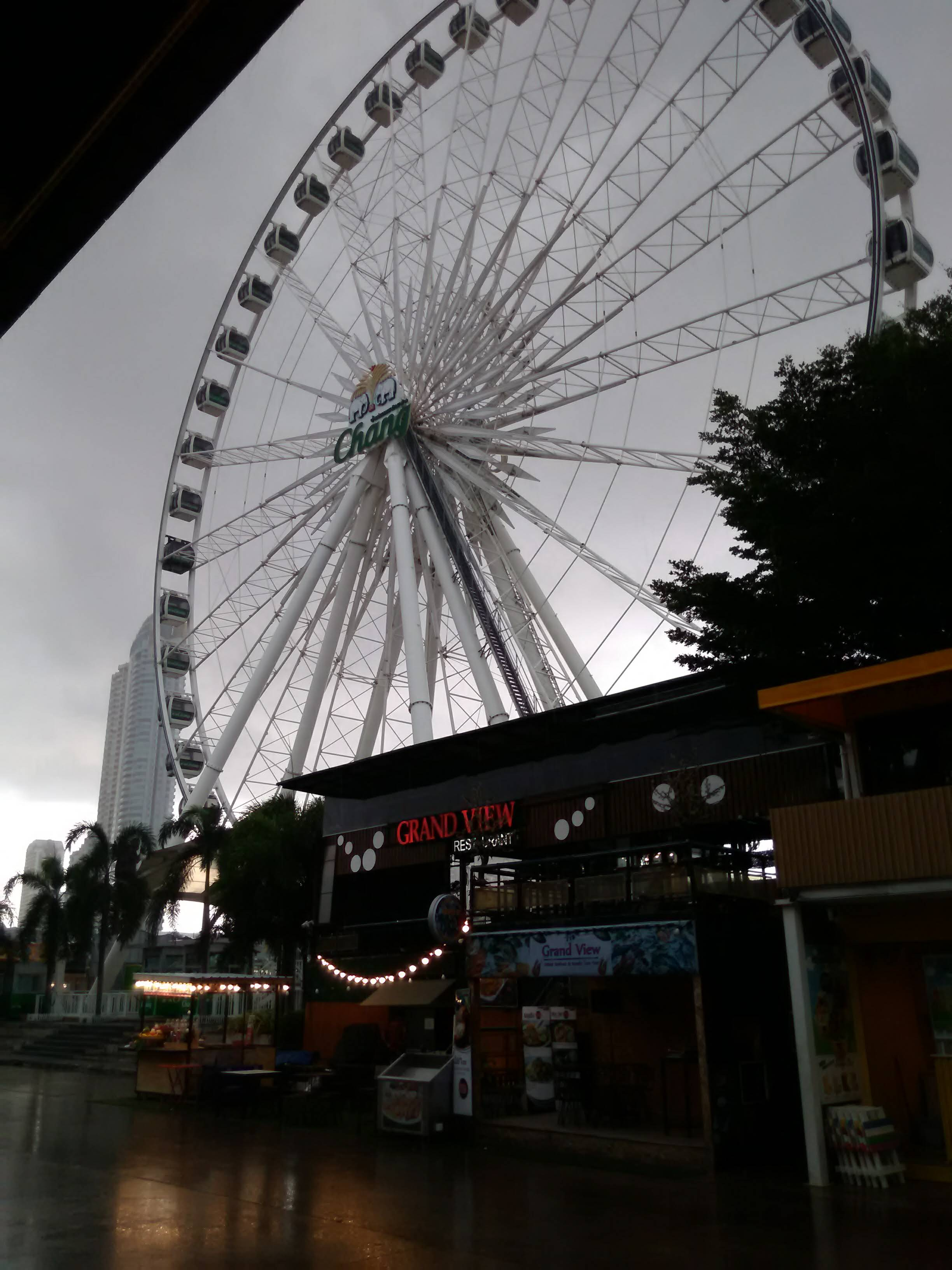
大観覧車
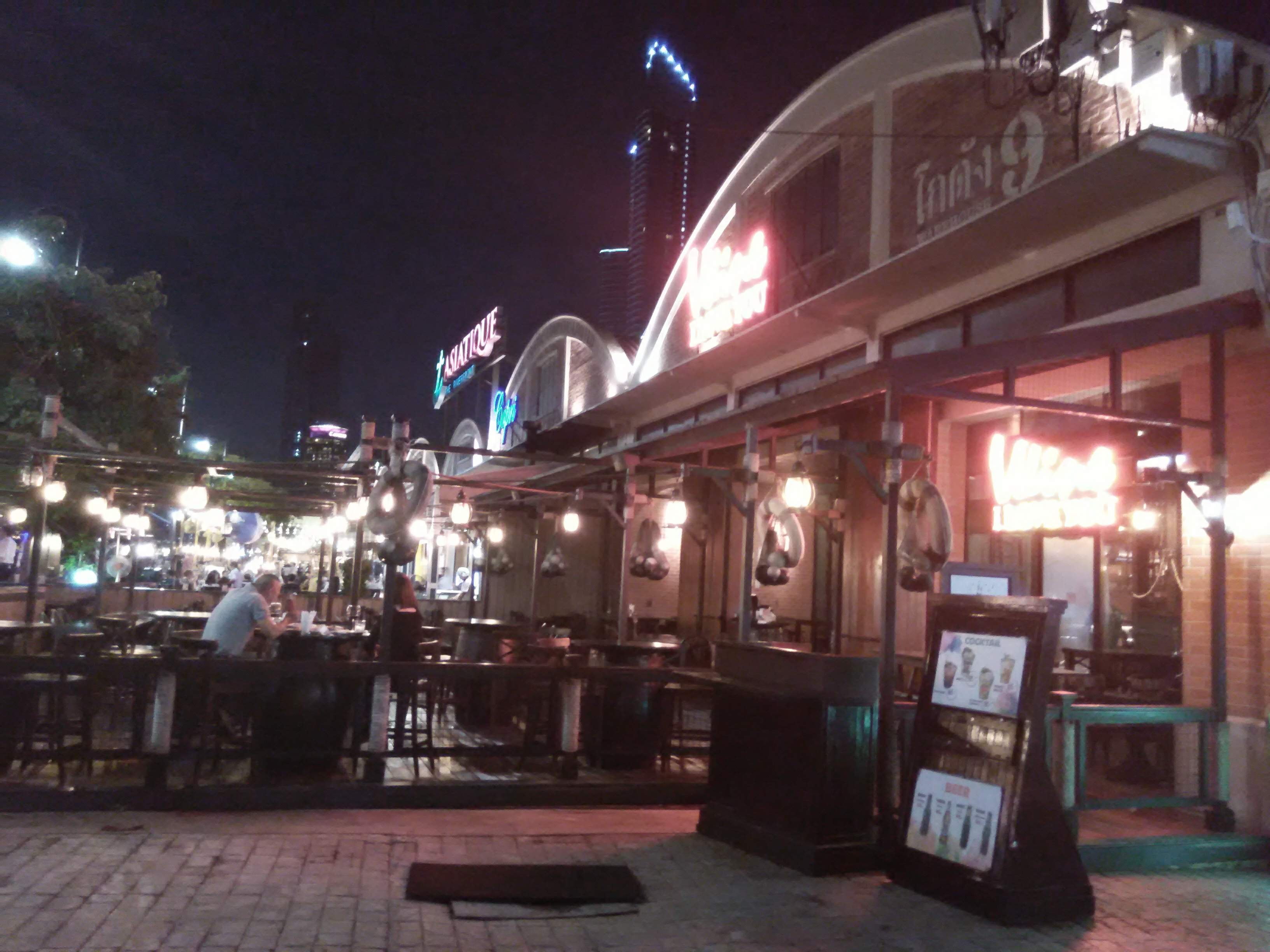
夜景
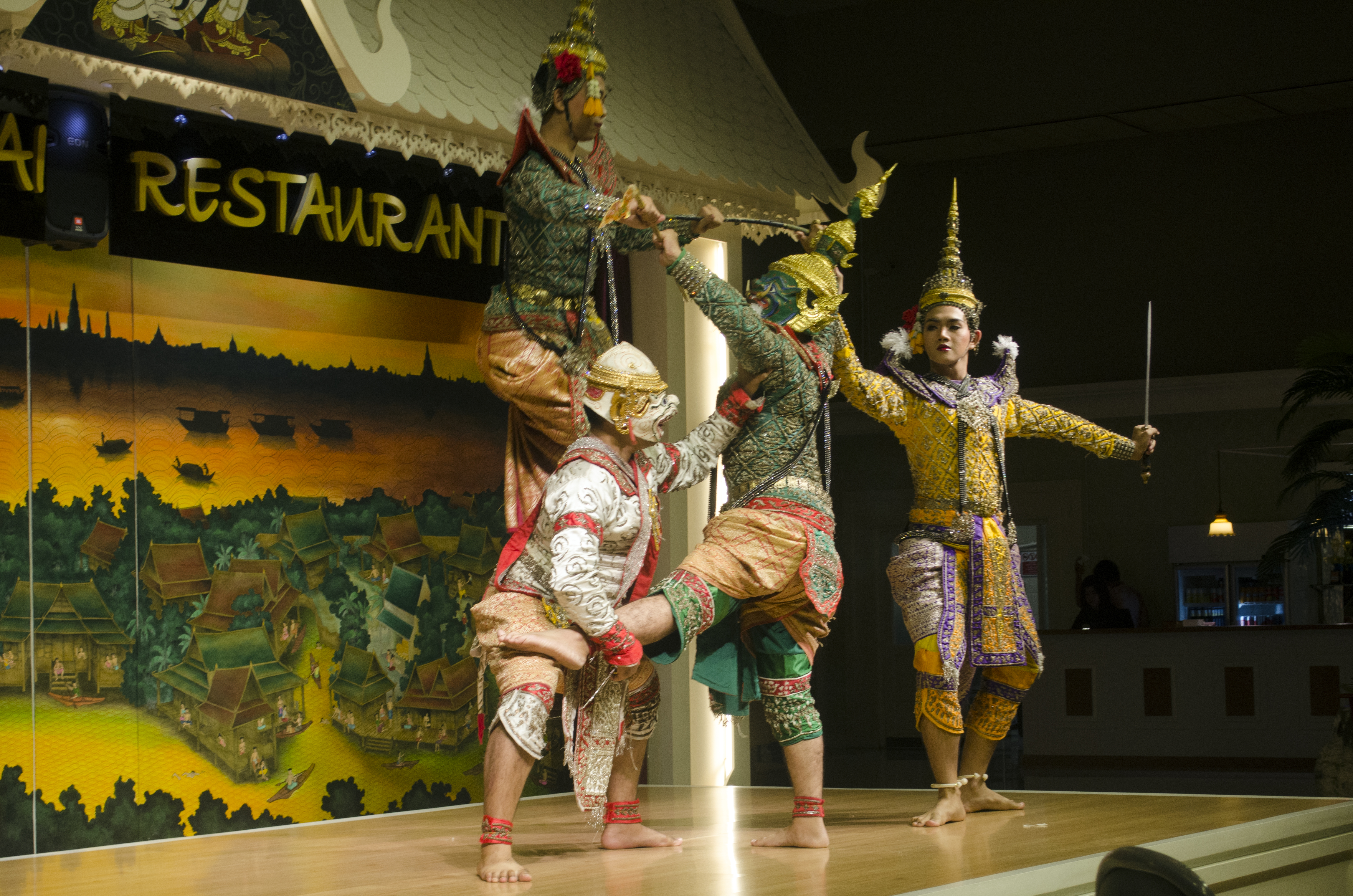
ラーマーヤナの演劇
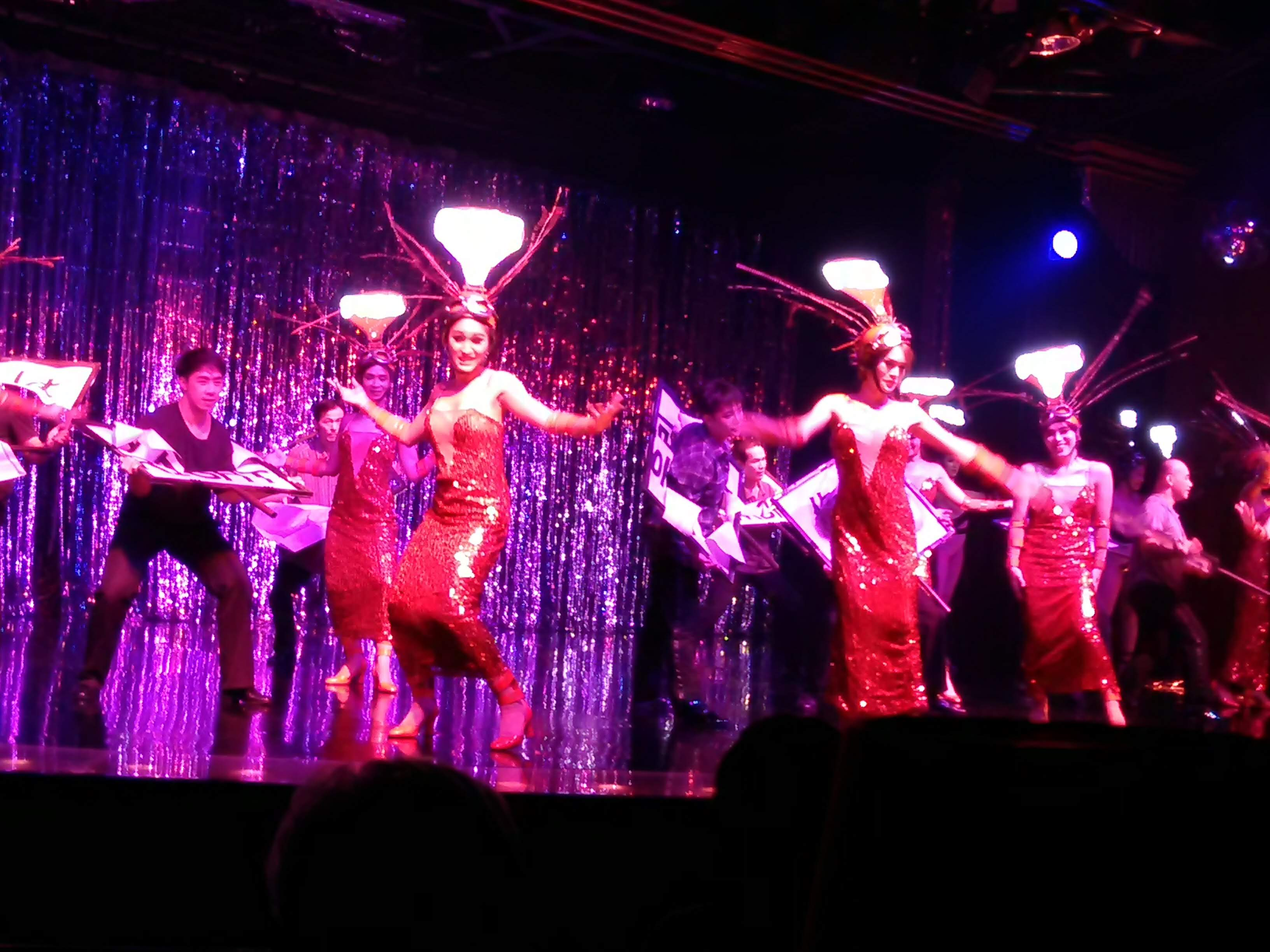
カリプソ・バンコク・シアターのショー